# 교황 세르지오 4세
교황 세르지오 4세(라틴어: Sergius PP. IV, 이탈리아어: Papa Sergio IV)는 제142대 교황(재위: 1009년 7월 31일 - 1012년 5월 12일)이다. 본명은 피에트로 부카포르치(이탈리아어: Pietro Bucca Porci)이다. 그의 이름은 ‘돼지코 베드로’라는 뜻이다. 그가 태어난 날은 알려지지 않았으나 970년경으로 여겨진다.
제화공 피에트로의 아들인 부카포르치는 가난한 집안 배경에도 불구하고 성직자의 길로 들어서서 순조롭게 성무를 잘 수행하여 금방 출세가도를 달렸다. 1004년 그는 알바노의 주교급 추기경에 서임되었다.
1009년 교황 요한 18세가 교황직을 사임한 후, 후임자로 부카포르치가 선출되어 세르지오 4세로 명명되었다.
그러나 세르지오 4세가 실제로 행사할 수 있는 권한은 매우 제한적이었으며, 종종 로마의 실질적인 지배자인 요한 크레센티우스의 눈치를 보아야만 했다. 일부 역사학자들은 세르지오 4세가 요한 크레센티우스의 꼭두각시에 불과했다고 보기도 한다. 그러나 또 다른 역사학자들은 세르지오 4세가 요한 크레센티우스에게 저항했으며, 로마 내에 요한 크레센티우스에 대해 불만을 품은 독일인들에게 정치적 지지를 보냈다고 주장하기도 한다.
세르지오가 교황 재임기간 중에 했던 일들 중에는 기근에 시달린 로마 시민들을 구제하는 구휼 정책과 일부 수도원을 주교의 감독으로부터 면제시켜 준 것이 있다. 1009년 예루살렘에 있는 주님 무덤 성당이 파티마 칼리파조의 알 하킴 빈 아므르 알라 칼리파에 의해 파괴되자 이슬람교도들을 성지에서 몰아내라는 교황 칙서를 발표했다고 전해진다. 하지만 일부 성직자들은 세르지오 4세가 발표했다고 전해지는 칙서가 사실은 예루살렘 원정을 정당화하기 위한 목적으로 제1차 십자군 원정 때에 만들어진 위서라고 보고 있다. 근래에는 이 칙서가 진품임을 강력히 주장하는 좀 더 신빙성 있는 증거를 제시하는 역사학자들이 있다.
세르지오 4세는 1012년 5월 12일 선종했으며, 시신은 라테라노 대성전에 안장되었다.